# Giuseppe Gabriel Balsamo-Crivelli
Giuseppe Gabriel Balsamo-Crivelli (Milà, 9 de gener de 1800- Pavia, 15 de novembre de 1874) va ser un naturalista i un botànic italià. L'any 1851 va passar a ser professor de mineralogia i zoologia a la Universitat de Pavia i professor d'anatomia comparada el 1863.
Identificà el fong responsable del moscardí, malaltia del cuc de la seda al qual anomenà Beauveria bassiana.
La seva signatura com a botànic és: Bals.-Criv.

## Publicacions
- 1863. Di alcuni Spongiari del Golfo di Napoli. Atti Soc. Ital. Sci. Nat. 5 : 284-302